# World Rugby Sevens Series 2017-2018
Navigation
2016-2017 2018-2019
Les World Rugby Sevens Series 2017-2018 sont la 19e édition des séries mondiales masculines de rugby à sept, la compétition la plus importante du monde de rugby à sept. Elle se déroule du 1er décembre 2017 au 10 juin 2018. L'Afrique du Sud est tenante du titre et l'Espagne est l'équipe promue de la saison.
Au mois d'avril se déroulent les Jeux du Commonwealth 2018 où dix équipes des World Rugby Sevens Series participent. La compétition enchaine ensuite avec la Coupe du monde de rugby à sept en juillet 2018.

## Présentation

### Équipes permanentes
Les 15 équipes suivantes disputent les 10 étapes du circuit mondial. L'Espagne, qui a remporté le tournoi de qualification de Hong Kong 2017, a pris la place du Japon, relégué la saison précédente. 
- Afrique du Sud
- Angleterre
- Argentine
- Australie
- Canada
- Écosse
- États-Unis
- Espagne
- Fidji
- France
- Pays de Galles
- Kenya
- Nouvelle-Zélande
- Russie
- Samoa

### Étapes
| Tournoi          | Stade              | Ville     | Date               | Vainqueur        |
| ---------------- | ------------------ | --------- | ------------------ | ---------------- |
| Dubai            | The Sevens         | Dubai     | 1–2 décembre 2017  | Afrique du Sud   |
| Afrique du Sud   | Cape Town Stadium  | Le Cap    | 8–9 décembre 2017  | Nouvelle-Zélande |
| Australie        | Allianz Stadium    | Sydney    | 26–28 janvier 2018 | Australie        |
| Nouvelle-Zélande | Waikato Stadium    | Hamilton  | 3–4 février 2018   | Fidji            |
| États-Unis       | Sam Boyd Stadium   | Las Vegas | 2–4 mars 2018      | États-Unis       |
| Canada           | BC Place           | Vancouver | 10–11 mars 2018    | Fidji            |
| Hong Kong        | Hong Kong Stadium  | Hong Kong | 6–8 avril 2018     | Fidji            |
| Singapour        | Stade national     | Singapour | 28–29 avril 2018   | Fidji            |
| Londres          | Twickenham Stadium | Londres   | 2–3 juin 2018      | Fidji            |
| France           | Stade Jean-Bouin   | Paris     | 8–10 juin 2018     | Afrique du Sud   |

### Changements
- Le tournoi de Nouvelle-Zélande quitte le Westpac Stadium de Wellington pour le Waikato Stadium d'Hamilton.
- Les étapes australiennes et néo-zélandaises intervertissent leurs dates.
- L'épreuve de rugby à sept des Jeux du Commonwealth 2018 se déroulent les 14 et 15 avril 2018 à Gold Coast (Australie).
- Les étapes française et anglaise intervertissent leurs dates, la saison se clôturera à Paris.

## Format

### Classement général
Les World Series est le circuit mondial de rugby à sept composé de dix étapes se déroulant de décembre 2017 à juin 2018. Des points sont attribués en fonction du classement de l'étape et l'équipe qui compte le plus de points à la fin des dix étapes remporte le titre. L'équipe permanente qui compte à la fin le moins de points perd son statut d'équipe permanente pour la saison prochaine aux dépens du vainqueur du tournoi de qualification se déroulant à Hong Kong.
Les étapes fonctionnent par paires géographiques et temporelles : entre deux étapes, il peut y avoir une semaine de repos ou plusieurs (quatre ou cinq), mais les étapes qui ne sont séparées que d'une semaine de repos sont regroupées géographiquement. On distingue cinq tournées :
- Début décembre : Dubaï et Le Cap
- Fin janvier et début février : Sydney et Hamilton
- Début mars : Las Vegas et Vancouver
- Avril : Hong Kong et Singapour
- Début juin : Londres et Paris

### Déroulement des étapes
| Chaque étape est un tournoi se déroulant sur deux ou trois jours, entre le vendredi et le dimanche. À chaque étape est convié une équipe qui ne possède pas le statut d'équipe permanente, portant le nombre total d'équipes à seize. En fonction du résultat du tournoi précédent, ou du classement de la saison passée pour le premier tournoi de la saison à Dubaï, les équipes sont réparties en chapeaux avant tirage au sort pour former quatre poules de quatre équipes. Chaque équipe joue les trois autres membres de sa poule et un classement est établi, tout d'abord sur le nombre de points (victoire 3 points, nul 2 points, défaite 1 point) puis sur le goal-average général. Les deux premiers de chaque poule passent en quart de finale de la Cup ou tournoi principal et les deux derniers passent en quart de finale du Challenge Trophy. Les équipes vaincues en quart de finale sont alors reversées en demi-finales de classement, respectivement pour la cinquième et treizième place. Les équipes battues en demi-finales ne disputent pas de petite finale de classement et remportent le même nombre de point, sauf pour les équipes battues en demi finales de Cup qui disputeront un dernier match de classement pour la troisième place. Chaque rencontre, y compris la finale depuis l'édition 2016-2017, se dispute en deux fois sept minutes. | \| Cup \| Points \| Challenge Trophy \| Points \| \| ------------------ \| ------ \| ---------------- \| ------ \| \| (Cup) \| 22 \| 9e \| 8 \| \| Médaille d'argent \| 19 \| 10e \| 7 \| \| Médaille de bronze \| 17 \| 11e \| 5 \| \| 4e \| 15 \| 12e \| 5 \| \| 5e \| 13 \| 13e \| 3 \| \| 6e \| 12 \| 14e \| 2 \| \| 7e \| 10 \| 15e \| 1 \| \| 8e \| 10 \| 16e \| 1 \| |                  |        |
| Cup | Points | Challenge Trophy | Points |
| (Cup) | 22 | 9e               | 8      |
| Médaille d'argent | 19 | 10e              | 7      |
| Médaille de bronze | 17 | 11e              | 5      |
| 4e | 15 | 12e              | 5      |
| 5e | 13 | 13e              | 3      |
| 6e | 12 | 14e              | 2      |
| 7e | 10 | 15e              | 1      |
| 8e | 10 | 16e              | 1      |

## Classement
| Classement général XIXe édition | Classement général XIXe édition | Classement général XIXe édition | Classement général XIXe édition | Classement général XIXe édition | Classement général XIXe édition | Classement général XIXe édition | Classement général XIXe édition | Classement général XIXe édition | Classement général XIXe édition | Classement général XIXe édition | Classement général XIXe édition | Classement général XIXe édition |
| Pos.                            | Équipes                         | Dubaï                           | Le Cap                          | Sydney                          | Hamilton                        | Las Vegas                       | Vancouver                       | Hong Kong                       | Singapour                       | Londres                         | Paris                           | Points total                    |
| ------------------------------- | ------------------------------- | ------------------------------- | ------------------------------- | ------------------------------- | ------------------------------- | ------------------------------- | ------------------------------- | ------------------------------- | ------------------------------- | ------------------------------- | ------------------------------- | ------------------------------- |
| Médaille d'or                   | Afrique du Sud (T)              | 22                              | 17                              | 19                              | 19                              | 15                              | 17                              | 17                              | 15                              | 19                              | 22                              | 182                             |
| Médaille d'argent               | Fidji                           | 15                              | 13                              | 12                              | 22                              | 17                              | 22                              | 22                              | 22                              | 22                              | 13                              | 180                             |
| Médaille de bronze              | Nouvelle-Zélande                | 19                              | 22                              | 13                              | 15                              | 13                              | 10                              | 15                              | 13                              | 13                              | 17                              | 150                             |
| 4                               | Australie                       | 13                              | 8                               | 22                              | 17                              | 12                              | 12                              | 5                               | 19                              | 10                              | 5                               | 123                             |
| 5                               | Angleterre                      | 17                              | 10                              | 10                              | 10                              | 10                              | 13                              | 1                               | 17                              | 15                              | 19                              | 122                             |
| 6                               | États-Unis                      | 1                               | 12                              | 15                              | 8                               | 22                              | 15                              | 12                              | 8                               | 12                              | 12                              | 117                             |
| 7                               | Argentine                       | 5                               | 19                              | 17                              | 7                               | 19                              | 10                              | 13                              | 2                               | 5                               | 8                               | 105                             |
| 8                               | Kenya                           | 10                              | 3                               | 10                              | 12                              | 10                              | 19                              | 19                              | 10                              | 8                               | 3                               | 104                             |
| 9                               | Canada                          | 5                               | 15                              | 3                               | 5                               | 7                               | 2                               | 7                               | 7                               | 10                              | 15                              | 76                              |
| 10                              | Samoa                           | 12                              | 5                               | 5                               | 13                              | 3                               | 3                               | 2                               | 12                              | 3                               | 1                               | 59                              |
| 11                              | Espagne (P)                     | 7                               | 7                               | 1                               | 1                               | 2                               | 7                               | 10                              | 10                              | 1                               | 10                              | 56                              |
| 12                              | Écosse                          | 10                              | 1                               | 2                               | 10                              | 5                               | 8                               | 10                              | 5                               | 2                               | 2                               | 55                              |
| 13                              | France                          | 8                               | 10                              | 8                               | 3                               | 8                               | 1                               | 8                               | 1                               | 1                               | 5                               | 53                              |
| 14                              | Pays de Galles                  | 3                               | 5                               | 7                               | 2                               | 5                               | 5                               | 3                               | 5                               | 7                               | 7                               | 49                              |
| 15                              | Irlande                         | -                               | -                               | -                               | -                               | -                               | -                               | -                               | -                               | 17                              | 10                              | 27                              |
| 16                              | Russie                          | 1                               | 1                               | 5                               | 1                               | 1                               | 5                               | 5                               | 1                               | 5                               | 1                               | 26                              |
| 17                              | Papouasie-Nouvelle-Guinée       | -                               | -                               | 1                               | 5                               | -                               | -                               | -                               | -                               | -                               | -                               | 6                               |
| 18                              | Ouganda                         | 2                               | 2                               | -                               | -                               | -                               | -                               | -                               | -                               | -                               | -                               | 4                               |
| 19                              | Japon (Q)                       | -                               | -                               | -                               | -                               | -                               | -                               | -                               | 3                               | -                               | -                               | 3                               |
| 20                              | Uruguay                         | -                               | -                               | -                               | -                               | 1                               | 1                               | -                               | -                               | -                               | -                               | 2                               |
| 21                              | Corée du Sud                    | -                               | -                               | -                               | -                               | -                               | -                               | 1                               | -                               | -                               | -                               | 1                               |

Si deux ou plusieurs équipes sont à égalité à la fin de la saison on les départage selon les règles suivantes :
1. La différence de points marqués et encaissés durant la saison
2. Le nombre d'essais durant la saison.

| Légende                                                                                                  |
| --- |
| Qualifié pour l'édition 2018-2019                                                                        |
| Relégué                                                                                                  |
| Equipe non permanente                                                                                    |
| Abbreviations : - T : tenant du titre - P : promu - Q : qualifié à la suite du tournoi de Hong Kong 2018 |
| Qualification Coupe du monde 2018                                                                        |
| Déjà qualifié (quart de finalistes 2013 et pays hôte)                                                    |
| Qualifié (4 premières places des World Series 2016-2017 hors équipes déjà qualifiées)                    |
| Autre qualifié (11 places attribuées lors de compétitions par continent)                                 |
| Non qualifié                                                                                             |

## Résultats

### Dubaï
| Classement       | Vainqueur      | Score | Finaliste        | Demi-finaliste  |
| ---------------- | -------------- | ----- | ---------------- | --------------- |
| Cup              | Afrique du Sud | 24-12 | Nouvelle-Zélande | Angleterre (3e) |
| Cup              | Afrique du Sud | 24-12 | Nouvelle-Zélande | Fidji           |
| 5e place         | Australie      | 22-17 | Samoa            | Écosse          |
| 5e place         | Australie      | 22-17 | Samoa            | Kenya           |
| Challenge Trophy | France         | 21-12 | Espagne          | Canada          |
| Challenge Trophy | France         | 21-12 | Espagne          | Argentine       |
| 13e place        | Pays de Galles | 26-7  | Ouganda          | États-Unis      |
| 13e place        | Pays de Galles | 26-7  | Ouganda          | Russie          |

Finale (Cup)

### Le Cap
| Classement       | Vainqueur        | Score | Finaliste  | Demi-finaliste      |
| ---------------- | ---------------- | ----- | ---------- | ------------------- |
| Cup              | Nouvelle-Zélande | 38-14 | Argentine  | Afrique du Sud (3e) |
| Cup              | Nouvelle-Zélande | 38-14 | Argentine  | Canada              |
| 5e place         | Fidji            | 26-12 | États-Unis | Angleterre          |
| 5e place         | Fidji            | 26-12 | États-Unis | France              |
| Challenge Trophy | Australie        | 26-7  | Espagne    | Pays de Galles      |
| Challenge Trophy | Australie        | 26-7  | Espagne    | Samoa               |
| 13e place        | Kenya            | 19-10 | Ouganda    | Écosse              |
| 13e place        | Kenya            | 19-10 | Ouganda    | Russie              |

Finale (Cup)

### Sydney
| Classement       | Vainqueur        | Score | Finaliste      | Demi-finaliste            |
| ---------------- | ---------------- | ----- | -------------- | ------------------------- |
| Cup              | Australie        | 29-0  | Afrique du Sud | Argentine (3e)            |
| Cup              | Australie        | 29-0  | Afrique du Sud | États-Unis                |
| 5e place         | Nouvelle-Zélande | 31-7  | Fidji          | Angleterre                |
| 5e place         | Nouvelle-Zélande | 31-7  | Fidji          | Kenya                     |
| Challenge Trophy | France           | 29-12 | Pays de Galles | Samoa                     |
| Challenge Trophy | France           | 29-12 | Pays de Galles | Russie                    |
| 13e place        | Canada           | 14-12 | Écosse         | Papouasie-Nouvelle-Guinée |
| 13e place        | Canada           | 14-12 | Écosse         | Espagne                   |

Finale (Cup)
| 27 janvier 2018 | Australie | 29 - 0 (14-0) | Afrique du Sud | Sydney Football Stadium, Sydney Arbitre : Richard Kelly |
| 27 janvier 2018 | Essai(s) : Holland (en) (9e), Stannard (10e), Porch (12e), O'Donnell (en) (14e, 16e) Transformation(s) : Stannard (9e, 11e) |               |                | Sydney Football Stadium, Sydney Arbitre : Richard Kelly |
| 27 janvier 2018 | |               |                | Sydney Football Stadium, Sydney Arbitre : Richard Kelly |

### Hamilton
| Classement       | Vainqueur  | Score | Finaliste      | Demi-finaliste            |
| ---------------- | ---------- | ----- | -------------- | ------------------------- |
| Cup              | Fidji      | 24-17 | Afrique du Sud | Australie (3e)            |
| Cup              | Fidji      | 24-17 | Afrique du Sud | Nouvelle-Zélande          |
| 5e place         | Samoa      | 19-15 | Kenya          | Angleterre                |
| 5e place         | Samoa      | 19-15 | Kenya          | Écosse                    |
| Challenge Trophy | États-Unis | 31-12 | Argentine      | Canada                    |
| Challenge Trophy | États-Unis | 31-12 | Argentine      | Papouasie-Nouvelle-Guinée |
| 13e place        | France     | 19-17 | Pays de Galles | Russie                    |
| 13e place        | France     | 19-17 | Pays de Galles | Espagne                   |

Finale (Cup)
| 4 février 2018 | Fidji | 24 - 17 (5-17) | Afrique du Sud                                                                   | Waikato Stadium, Hamilton Arbitre : Richard Kelly |
| 4 février 2018 | Essai(s) : Naduva (en) (3e, 10e, 14e), Sau (18e) Transformation(s) : Nasilasila (en) (11e), Ravouvou (15e) |                | Essai(s) : Smith (2e), Brown (5e), du Preez (7e) Transformation(s) : Afrika (8e) | Waikato Stadium, Hamilton Arbitre : Richard Kelly |
| 4 février 2018 | |                |                                                                                  | Waikato Stadium, Hamilton Arbitre : Richard Kelly |

### Las Vegas
| Classement       | Vainqueur        | Score | Finaliste | Demi-finaliste |
| ---------------- | ---------------- | ----- | --------- | -------------- |
| Cup              | États-Unis       | 28-0  | Argentine | Fidji (3e)     |
| Cup              | États-Unis       | 28-0  | Argentine | Afrique du Sud |
| 5e place         | Nouvelle-Zélande | 17-12 | Australie | Angleterre     |
| 5e place         | Nouvelle-Zélande | 17-12 | Australie | Kenya          |
| Challenge Trophy | France           | 26-19 | Canada    | Pays de Galles |
| Challenge Trophy | France           | 26-19 | Canada    | Écosse         |
| 13e place        | Samoa            | 28-7  | Espagne   | Uruguay        |
| 13e place        | Samoa            | 28-7  | Espagne   | Russie         |

Finale (Cup)
| 5 mars 2018 | États-Unis | 28 - 0 (14-0) | Argentine | Sam Boyd Stadium, Las Vegas Arbitre : Richard Kelly |
| 5 mars 2018 | Essai(s) : Perry Baker (3e), Danny Barrett (7e, 10e), Carlin Isles (17e) Transformation(s) : Niua (en) (3e, 8e, 11e, 17e) |               |           | Sam Boyd Stadium, Las Vegas Arbitre : Richard Kelly |
| 5 mars 2018 | |               |           | Sam Boyd Stadium, Las Vegas Arbitre : Richard Kelly |

### Vancouver
| Classement       | Vainqueur  | Score | Finaliste | Demi-finaliste      |
| ---------------- | ---------- | ----- | --------- | ------------------- |
| Cup              | Fidji      | 31-12 | Kenya     | Afrique du Sud (3e) |
| Cup              | Fidji      | 31-12 | Kenya     | États-Unis          |
| 5e place         | Angleterre | 31-14 | Australie | Argentine           |
| 5e place         | Angleterre | 31-14 | Australie | Nouvelle-Zélande    |
| Challenge Trophy | Écosse     | 29-7  | Espagne   | Pays de Galles      |
| Challenge Trophy | Écosse     | 29-7  | Espagne   | Russie              |
| 13e place        | Samoa      | 21-10 | Canada    | France              |
| 13e place        | Samoa      | 21-10 | Canada    | Uruguay             |

Finale (Cup)
| 11 mars 2018 | Fidji | 31 - 12 (12-12) | Kenya                                                                      | BC Place Stadium, Vancouver Arbitre : Craig Joubert |
| 11 mars 2018 | Essai(s) : Vakurunabili (en) (2e), Mocenacagi (en) (7e, 10e), Naduva (en) (12e), Dranisinukula (en) (14e) Transformation(s) : Ravouvou (3e), Nasilasila (en) (11e, 13e) |                 | Essai(s) : Ambaka (1re), Oliech (en) (6e) Transformation(s) : Oliech (1re) | BC Place Stadium, Vancouver Arbitre : Craig Joubert |
| 11 mars 2018 | |                 |                                                                            | BC Place Stadium, Vancouver Arbitre : Craig Joubert |

### Hong Kong
Le tournoi de Hong Kong se déroule du 6 au 8 avril 2018 au Hong Kong Stadium.

#### Tournoi principal
Les Fidji remportent leur troisième tournoi en World Series 2017/2018 après leurs victoires à Hamilton et Vancouver. Les fidjiens battent en finale l'équipe du Kenya sur le score de 24 à 12 (deuxième victoire d'affilée en finale contre cette même équipe kényane après leur succès à Vancouver), après s'être défait de l'Argentine (40-14) et des sud-africains (26-24). C'est aussi leur quatrième succès consécutif à Hong-Kong (18e victoire dans le Temple du rugby à 7 depuis leur 1er succès en 1977 !). Les All-blacks terminent à la quatrième place après une lourde défaite en poules contre les fidjiens (7-50) et une élimination surprise en demi-finale par les kényans (12-21). 
La Corée du Sud, non qualifiée pour le tournoi de qualification, est l'équipe invitée au tournoi principal. Elle termine à la dernière place du classement sans aucune victoire, accompagnée de l'Angleterre qui n'a remporté qu'une seule victoire face à la Corée du Sud. 
A noter la victoire de l'équipe de France en finale du Challenge Trophy contre le Canada sur le score de 33 à 7 (quatrième Challenge Trophy de la saison), après 2 victoires contre les Samoa (38-0) et l'Australie en demie (24-12) qui doivent leur laisser bien des regrets après une phase de poule manquée malgré une victoire contre les États-Unis qui leur tendait les bras dans leur match inaugural (24-24) ... 
A noter aussi que les coéquipiers espagnols de Pol Pla se sont qualifiés pour les quarts de finale d’un tournoi pour la première fois depuis 2012 après leurs deux victoires en poule contre l'Australie puis le Canada ! Une excellente opération dans l’optique du maintien.
C'est le fidjien Amenoni Nasilasila (en) qui termine meilleur réalisateur du tournoi avec 60 points, et il remporte le titre de meilleur joueur de la finale.
| Classement       | Vainqueur      | Score | Finaliste  | Demi-finaliste      |
| ---------------- | -------------- | ----- | ---------- | ------------------- |
| Cup              | Fidji          | 24-12 | Kenya      | Afrique du Sud (3e) |
| Cup              | Fidji          | 24-12 | Kenya      | Nouvelle-Zélande    |
| 5e-6e place      | Argentine      | 14-12 | États-Unis | Écosse              |
| 5e-6e place      | Argentine      | 14-12 | États-Unis | Espagne             |
| Challenge Trophy | France         | 33-7  | Canada     | Australie           |
| Challenge Trophy | France         | 33-7  | Canada     | Russie              |
| 13e place        | Pays de Galles | 33-5  | Samoa      | Angleterre          |
| 13e place        | Pays de Galles | 33-5  | Samoa      | Corée du Sud        |

Finale (Cup)
| 8 avril 2018 | Fidji | 24-12 (17-0) | Kenya | Hong Kong Stadium, Hong Kong Arbitre : Damon Murphy |
| 8 avril 2018 | Essai(s) : Vakurunabili (en) (1re), Sau (7e), Nasilasila (en) (10e), Ravouvou (15e) Transformation(s) : Nasilasila (10e, 15e) |              | Essai(s) : Odhiambo (en) (11e), Ouma Achieng (en) (19e) · Transformation(s) : Agero (en) (20e) · Carton(s) jaune(s) : Injera 6e à 8e, Ambaka 7e à 9e · | Hong Kong Stadium, Hong Kong Arbitre : Damon Murphy |
| 8 avril 2018 | |              | | Hong Kong Stadium, Hong Kong Arbitre : Damon Murphy |

#### Tournoi de qualification
En parallèle du tournoi principal se déroule le tournoi de qualification qui permettra à l'équipe vainqueur de gagner son statut d'équipe permanente la saison prochaine. Douze équipes issues des qualifications continentales (deux équipes par zone) sont qualifiées :
- Europe[6] : Irlande (2e), Allemagne (5e) et  Géorgie (7e) (détails)
- Asie : Japon et Hong Kong
- Afrique : Ouganda et Zimbabwe (détails)
- Océanie[7] : Papouasie-Nouvelle-Guinée et  Îles Cook
- Amérique du Nord : Jamaïque
- Amérique du Sud[8] : Chili et Uruguay

Le Japon remporte le tournoi de qualification et la finale face à l'Allemagne sur le score de 19 à 14 au terme d'une remontée dans les dernières minutes (les allemands menaient au score 14 à 5 à la mi-temps !). C'est la deuxième finale consécutive perdue par l'équipe d'Allemagne après leur défaite contre l'Espagne lors de l'édition 2017 de ce tournoi. 
Le pays hôte, Hong Kong, échoue en quart de finale face au Chili.
| Vainqueur | Score | Finaliste | Demi-finaliste | Quart de finaliste | Premier tour              |
| --------- | ----- | --------- | -------------- | ------------------ | ------------------------- |
| Japon     | 19-14 | Allemagne | Chili          | Ouganda            | Jamaïque                  |
| Japon     | 19-14 | Allemagne | Chili          | Hong Kong          | Papouasie-Nouvelle-Guinée |
| Japon     | 19-14 | Allemagne | Irlande        | Uruguay            | Géorgie                   |
| Japon     | 19-14 | Allemagne | Irlande        | Zimbabwe           | Îles Cook                 |

### Singapour
Après un début de saison compliqué, les Fidji enchaînent avec un troisième sacre lors des trois dernières étapes des World Series en dominant l’Australie au terme d’une finale exceptionnelle à Singapour (28-22).
L'équipe invitée est celle du Japon qui termine à la 13e place du tournoi, en battant l'Argentine en finale (31-24).
Individuellement, le néo-zélandais Kurt Baker (en) termine meilleur réalisateur du tournoi avec 42 points inscrits et l'américain Carlin Isles meilleur marqueur avec 8 essais. L'australien Ben O'Donnell (en) remporte le titre d'Impact Player, et le fidjien Waisea Nacuqu (en) remporte celui de joueur de la finale. 
| Classement       | Vainqueur        | Score | Finaliste | Demi-finaliste  |
| ---------------- | ---------------- | ----- | --------- | --------------- |
| Cup              | Fidji            | 28-22 | Australie | Angleterre (3e) |
| Cup              | Fidji            | 28-22 | Australie | Afrique du Sud  |
| 5e-6e place      | Nouvelle-Zélande | 36-17 | Samoa     | Kenya           |
| 5e-6e place      | Nouvelle-Zélande | 36-17 | Samoa     | Espagne         |
| Challenge Trophy | États-Unis       | 26-12 | Canada    | Écosse          |
| Challenge Trophy | États-Unis       | 26-12 | Canada    | Pays de Galles  |
| 13e place        | Japon            | 31-24 | Argentine | France          |
| 13e place        | Japon            | 31-24 | Argentine | Russie          |

Finale (Cup)
| 29 avril 2018 | Fidji | 28 - 22 (14-10) | Australie | Stade national, Singapour Arbitre : James Doleman |
| 29 avril 2018 | Essai(s) : Nacuqu (en) (2e, 4e), Tuwai (11e), Naduva (en) (19e) · Transformation(s) : Nasilasila (en) (3e, 12e, 19e), Nacuqu (4e) · Carton(s) jaune(s) : Sau 6e à 8e · |                 | Essai(s) : Pietsch (en) (6e), Longbottom (en) (7e), Quinn (15e), Porch (17e) Transformation(s) : Porch (15e) | Stade national, Singapour Arbitre : James Doleman |
| 29 avril 2018 | |                 | | Stade national, Singapour Arbitre : James Doleman |

### Londres
Le tournoi de Londres se déroule les 2 et 3 juin 2018 au Stade de Twickenham.
L'équipe d'Écosse n'a pas réalisé le triplé à la suite de ses titres obtenus en 2016 et 2017 à Londres. Ce sont les Fidji qui ont remporté leur quatrième tournoi consécutif en battant en finale leurs rivaux sud-africains pour le titre mondial (21-17). Le fidjien Semi Radradra, bien connu en France pour ses prestations avec le RC Toulon cette saison en Top 14, a été désigné homme du match lors de cette finale. 
Avec désormais sept longueurs d’avance sur leurs adversaires (167 contre 160), ils se rapprochent du titre mondial, décerné la semaine prochaine à Paris. 
L'historique surprise est venue de l'équipe d'Irlande. Invités pour ce tournoi, les joueurs au Trèfle ont décroché la médaille de bronze derrière la révélation du tournoi, Jordan Conroy (en), meilleur joueur du week-end et auteur d’un triplé face à l’Angleterre lors du match décisif (21-19). Depuis la mise en place du format actuel des HSBC World Rugby Sevens Series avec des invitations attribuées lors de la saison 2012-2013, c’est le meilleur résultat pour une équipe invitée.
Individuellement, le kenyan Collins Injera termine meilleur réalisateur du tournoi avec 42 points inscrits. Outre le kenyan, second meilleur marqueur d'essais depuis la création des Sevens Series, trois autres joueurs ont également marqué 8 essais : l'américain Carlin Isles, meilleur marqueur de la saison, l'anglais Dan Norton, meilleur marqueur d'essais depuis la création des Sevens Series, et donc la révélation irlandaise du tournoi Jordan Conroy.
| Classement       | Vainqueur        | Score | Finaliste      | Demi-finaliste |
| ---------------- | ---------------- | ----- | -------------- | -------------- |
| Cup              | Fidji            | 21-17 | Afrique du Sud | Irlande (3e)   |
| Cup              | Fidji            | 21-17 | Afrique du Sud | Angleterre     |
| 5e-6e place      | Nouvelle-Zélande | 26-5  | États-Unis     | Canada         |
| 5e-6e place      | Nouvelle-Zélande | 26-5  | États-Unis     | Australie      |
| Challenge Trophy | Kenya            | 33-19 | Pays de Galles | Argentine      |
| Challenge Trophy | Kenya            | 33-19 | Pays de Galles | Russie         |
| 13e place        | Samoa            | 34-10 | Écosse         | Espagne        |
| 13e place        | Samoa            | 34-10 | Écosse         | France         |

Finale (Cup)
| 3 juin 2018 | Fidji | 21 - 17 (7-7) | Afrique du Sud                                                                | Stade de Twickenham, Londres Arbitre : Craig Evans |
| 3 juin 2018 | Essai(s) : Tuisova (6e), Dranisinukula (en) (10e), Veremalua (13e) · Transformation(s) : Nasilasila (en) (7e, 11e, 14e) · Carton(s) jaune(s) : Mocenacagi (en) 0e à 2e · |               | Essai(s) : Gans (2e), Nel (12e), Davids (16e) Transformation(s) : Geduld (2e) | Stade de Twickenham, Londres Arbitre : Craig Evans |
| 3 juin 2018 | |               |                                                                               | Stade de Twickenham, Londres Arbitre : Craig Evans |

### Paris
Le tournoi de Paris se déroule les 9 et 10 juin 2018 au Stade Jean-Bouin. L'équipe invitée est l'Irlande qui a réussi l'exploit de décrocher la 3e place dans le tournoi de Londres la semaine précédente. 
Les 7 points à retenir du HSBC Paris Sevens
| Classement       | Vainqueur      | Score | Finaliste      | Demi-finaliste        |
| ---------------- | -------------- | ----- | -------------- | --------------------- |
| Cup              | Afrique du Sud | 24-14 | Angleterre     | Nouvelle-Zélande (3e) |
| Cup              | Afrique du Sud | 24-14 | Angleterre     | Canada                |
| 5e-6e place      | Fidji          | 28-7  | États-Unis     | Espagne               |
| 5e-6e place      | Fidji          | 28-7  | États-Unis     | Irlande               |
| Challenge Trophy | Argentine      | 33-26 | Pays de Galles | Australie             |
| Challenge Trophy | Argentine      | 33-26 | Pays de Galles | France                |
| 13e place        | Kenya          | 21-20 | Écosse         | Russie                |
| 13e place        | Kenya          | 21-20 | Écosse         | Samoa                 |

Finale (Cup)
| 10 juin 2018 | Angleterre                                                                       | 14 - 24 (14-14) | Afrique du Sud | Stade Jean-Bouin, Paris Arbitre : Craig Evans |
| 10 juin 2018 | Essai(s) : Lindsay-Hague (4e), Norton (5e) Transformation(s) : Mitchell (4e, 5e) |                 | Essai(s) : Kok (2e), Oosthuizen (9e), Human (en) (11e) Transformation(s) : Geduld (3e, 9e, 11e) Pénalité(s) : Geduld (13e) | Stade Jean-Bouin, Paris Arbitre : Craig Evans |
| 10 juin 2018 |                                                                                  |                 | | Stade Jean-Bouin, Paris Arbitre : Craig Evans |

## Statistiques

### Statistiques joueurs
Classements après la dernière étape
| Rang | Joueur              | Essais |
| ---- | ------------------- | ------ |
| 1    | Carlin Isles        | 49     |
| 2    | Luke Morgan (en)    | 44     |
| 3    | Dan Norton          | 38     |
| 4    | Perry Baker         | 37     |
| 4    | Eroni Sau           | 37     |
| 6    | Justin Douglas (en) | 35     |
| 6    | Seabelo Senatla     | 35     |
| 8    | Ben O'Donnell (en)  | 32     |
| 9    | Willy Ambaka        | 31     |
| 10   | Joe Ravouvou        | 28     |
| 10   | John Porch          | 28     |

| Rang | Joueur                  | Points |
| ---- | ----------------------- | ------ |
| 1    | Nathan Hirayama         | 334    |
| 2    | Amenoni Nasilasila (en) | 316    |
| 3    | Tom Mitchell            | 263    |
| 4    | Carlin Isles            | 247    |
| 5    | Luke Morgan (en)        | 220    |
| 6    | Jean-Pascal Barraque    | 211    |
| 7    | James Stannard          | 197    |
| 8    | Dan Norton              | 190    |
| 8    | Vatemo Ravouvou         | 190    |
| 10   | Perry Baker             | 187    |

| Rang | Joueur                  | Trans. |
| ---- | ----------------------- | ------ |
| 1    | Nathan Hirayama         | 98     |
| 2    | Amenoni Nasilasila (en) | 93     |
| 3    | Tom Mitchell            | 89     |
| 4    | James Stannard          | 72     |
| 5    | Jean-Pascal Barraque    | 63     |
| 6    | Vatemo Ravouvou         | 55     |
| 7    | Folau Niua (en)         | 54     |
| 8    | Gastón Revol (en)       | 50     |
| 9    | Justin Geduld           | 49     |
| 10   | Gavin Lowe              | 48     |

Quatre joueurs ont également inscrit une pénalité : Gastón Revol (en) , James Stannard , John Porch  et Nathan Hirayama .

### Par équipes
Classements après la dernière étape
| Rang | Equipe           | Essais |
| ---- | ---------------- | ------ |
| 1    | Fidji            | 253    |
| 2    | Afrique du Sud   | 241    |
| 3    | Nouvelle-Zélande | 214    |
| 4    | États-Unis       | 205    |
| 5    | Australie        | 203    |
| 6    | Angleterre       | 183    |
| 7    | Kenya            | 179    |

| Rang | Equipe           | Points |
| ---- | ---------------- | ------ |
| 1    | Fidji            | 1 613  |
| 2    | Afrique du Sud   | 1 502  |
| 3    | Nouvelle-Zélande | 1 326  |
| 4    | États-Unis       | 1 309  |
| 5    | Australie        | 1 277  |
| 6    | Angleterre       | 1 159  |
| 7    | Kenya            | 1 113  |

| Rang | Equipe           | Trans. |
| ---- | ---------------- | ------ |
| 1    | Fidji            | 173    |
| 2    | Afrique du Sud   | 146    |
| 3    | États-Unis       | 142    |
| 4    | Australie        | 128    |
| 4    | Nouvelle-Zélande | 128    |
| 6    | Angleterre       | 122    |
| 7    | Kenya            | 109    |

## Récompenses

### World Rugby Sevens Series Awards
L'ensemble des récompenses de la saison sont remises à l'issue du dernier tournoi .

#### Meilleur espoir
Eroni Sau est le deuxième fidjien à être nommé révélation masculine de rugby à sept de l'année après avoir enregistré un véritable plébiscite sur les réseaux sociaux. Il est arrivé devant son comparse Alosio Naduva (en) et l'Australien Ben O'Donnell (en). A 28 ans, il a participé à l'ensemble des dix étapes de la saison et a inscrit 37 essais.
Chez les filles, c'est une Française qui repart avec le prix, Coralie Bertrand. Elle a été alignée sur les cinq tournois de la saison et a aidé les Bleues à finir à une historique troisième place au classement général. La France avait joué sa toute première finale de Cup à Kitakyushu, au Japon, au mois d'avril, puis les demi-finales à Langford un mois plus tard.

#### Prix du Fair Play
Le Prix du Fair Play est accordé par les officiels de match qui souhaitent saluer le superbe comportement des équipes qui ont incarné le mieux les valeurs du rugby que sont l'intégrité, la passion, la solidarité, la discipline et le respect.
Le Kenya est l'équipe masculine qui a été honorée après une saison excitante qui l'a vu atteindre la finale à Vancouver, puis Hong Kong.
Chez les filles, le Japon est l'équipe féminine récompensée dans cette catégorie, même si l'équipe est reléguée la saison prochaine et remplacée par la Chine dans le noyau dur du circuit.

#### Prix Tag Heuer «Don't Crack Under Pressure»
C'était la première fois que cette récompense était décernée et les votes des supporters se sont portés sur l'Australienne Ellia Green et l'Irlandais Mark Roche.
L'essai de Green contre la Nouvelle-Zélande en finale du HSBC Sydney Sevens, lorsqu'elle a poursuivi un franchissement d'Emilee Cherry, a été préféré à celui de Maria Ribera qui avait permis à l'Espagne de remporter une première victoire historique sur l'Australie à Kitakyushu, ainsi que l'essai de Charity Williams contre l'Irlande à Langford.
Le coup de pied de Mark Roche restera dans les mémoires lors de cette finale pour la troisième place contre l'Angleterre à Londres où l'Irlande était invitée. Cette action a été préférée à l'essai de dernière seconde du Fidjien Alosio Naduva (en) contre l'Australie en finale du tournoi de Singapour et au franchissement tranquille de l'Argentin Matías Osadczuk (en) permettant d'envoyer Renzo Barbier à l'essai en demi-finale contre l'Afrique du Sud à Las Vegas.

#### L'entraîneur de la saison
Nouvelle catégorie en association avec le partenaire du circuit mondial Capgemini. Allan Bunting, l'entraîneur des Black Ferns de Nouvelle-Zélande a accepté la récompense en toute humilité après avoir remporté les trois dernières étapes de la saison au Japon, au Canada et en France, ainsi que les Jeux du Commonwealth en Australie en avril.
Chez les garçons, tout le mérite revient à Neil Powell (en), entraîneur des Blitzboks qui a permis à son équipe de rester invaincue à Paris et de finir la saison en tête du classement mondial.

#### Impact Player
| Pos | Joueur                  | Plaquages | Percées (Breaks) | Passes après contact (Offloads) | Ballons portés | Total |
| --- | ----------------------- | --------- | ---------------- | ------------------------------- | -------------- | ----- |
| 1   | Justin Douglas (en)     | 108       | 55               | 31                              | 192            | 386   |
| 2   | Ben O'Donnell (en)      | 105       | 48               | 27                              | 200            | 380   |
| 3   | Amenoni Nasilasila (en) | 150       | 47               | 35                              | 130            | 362   |
| 4   | Eroni Sau               | 138       | 56               | 35                              | 131            | 360   |
| 5   | Harry Jones (en)        | 110       | 28               | 16                              | 195            | 349   |
| 6   | Nathan Hirayama         | 93        | 42               | 36                              | 156            | 327   |
| 7   | Martin Iosefo           | 80        | 39               | 50                              | 155            | 324   |
| 8   | Ben Pinkelman           | 124       | 30               | 19                              | 147            | 320   |
| 9   | Jerry Tuwai             | 71        | 50               | 38                              | 137            | 296   |
| 10  | Dan Norton              | 105       | 50               | 11                              | 124            | 290   |

#### Équipe type de la saison
Cette récompense prend en considération les meilleures performances des joueurs sur la saison ainsi que la nomination des uns et des autres dans les équipes-types de chaque tournoi.
| Poste    | Joueur                      | Pays           |
| -------- | --------------------------- | -------------- |
| Avants   | Kalione Nasoko (en) (3)     | Fidji          |
| Avants   | Oscar Ouma Achieng (en) (3) | Kenya          |
| Avants   | Dylan Sage (2)              | Afrique du Sud |
| Arrières | Eroni Sau (4)               | Fidji          |
| Arrières | Ben O'Donnell (en) (2)      | Australie      |
| Arrières | Amenoni Nasilasila (en) (2) | Fidji          |
| Arrières | Jerry Tuwai (2)             | Fidji          |

### Présences dans l'équipe type
| Joueur                  | Nb | Étapes                                    |
| ----------------------- | -- | ----------------------------------------- |
| Avants                  |    |                                           |
| Kalione Nasoko (en)     | 3  | Hamilton, Vancouver, Hong Kong            |
| Oscar Ouma Achieng (en) | 3  | Vancouver, Hong Kong, Singapour           |
| Dylan Sage              | 2  | Vancouver, Londres                        |
| Ben Pinkelman           | 2  | Sydney, Las Vegas                         |
| Scott Curry             | 2  | Hamilton, Paris                           |
| Alamanda Motuga         | 2  | Dubaï, Singapour                          |
| Arrières                |    |                                           |
| Eroni Sau               | 4  | Hamilton, Vancouver, Hong Kong, Singapour |
| Cecil Afrika            | 2  | Dubaï, Las Vegas                          |
| Seabelo Senatla         | 2  | Dubaï, Sydney                             |
| Ben O'Donnell (en)      | 2  | Sydney, Singapour                         |
| John Porch              | 2  | Vancouver, Singapour                      |
| Justin Douglas (en)     | 2  | Le Cap, Paris                             |
| Perry Baker             | 2  | Las Vegas, Vancouver                      |
| Amenoni Nasilasila (en) | 2  | Le Cap, Hong Kong                         |
| Jerry Tuwai             | 2  | Hamilton, Las Vegas                       |
| Vilimoni Koroi (en)     | 2  | Le Cap, Hamilton                          |